# Куруктаг
Куруктаг (Куругтаг, кит. 库鲁克塔格) — горный хребет на западе Китая в пределах Восточного Тянь-Шаня, между озёрами Баграшкёль (на севере) и Лобнор, на территории Синьцзян-Уйгурского автономного района. Куруктаг является западным продолжением нагорья Бэйшань Длина около 350 км, высота до 2809 м. Сложен древними кристаллическими и метаморфическими породами, склоны крутые, скалистые. Преобладают горно-пустынные ландшафты с разреженной кустарничково-травянистой растительностью.